# K.K. Partizan 2003-2004
Questa pagina raccoglie le informazioni riguardanti il Košarkaški klub Partizan nelle competizioni ufficiali della stagione 2003-2004.

## Roster
| N° | Naz.                           | Ruolo | Sportivo         |  | Alt. |  |
| -- | ------------------------------ | ----- | ---------------- |  | ---- |  |
|    | Serbia e Montenegro (bandiera) | GA    | Vlado Šćepanović |  | 198  |  |
|    | Serbia e Montenegro (bandiera) | GA    | Dušan Kecman     |  | 198  |  |
|    | Serbia e Montenegro (bandiera) | C     | Đuro Ostojić     |  | 211  |  |
|    | Serbia e Montenegro (bandiera) | P     | Vule Avdalović   |  | 194  |  |
|    | Stati Uniti (bandiera)         | G     | Fred House       |  | 193  |  |
|    | Serbia e Montenegro (bandiera) | C     | Kosta Perović    |  | 218  |  |
|    | Stati Uniti (bandiera)         | G     | Gerald Brown     |  | 193  |  |
|    | Serbia e Montenegro (bandiera) | C     | Nenad Krstić     |  | 213  |  |
|    | Serbia e Montenegro (bandiera) | AC    | Slobodan Božović |  | 207  |  |
|    | Serbia e Montenegro (bandiera) | GA    | Predrag Materić  |  | 197  |  |
|    | Serbia e Montenegro (bandiera) | G     | Uroš Tripković   |  | 197  |  |
|    | Serbia e Montenegro (bandiera) | C     | Mlađan Šilobad   |  | 208  |  |
|    | Serbia e Montenegro (bandiera) | AP    | Mirko Kovač      |  | 199  |  |
|    | Serbia e Montenegro (bandiera) | C     | Goran Ćakić      |  | 209  |  |
|    | Serbia e Montenegro (bandiera) |       | Luka Sjekloća    |  |      |  |
|    | Serbia e Montenegro (bandiera) | All.  | Duško Vujošević  |  |      |  |